# Grande Prêmio da Grã-Bretanha de 1976
Resultados do Grande Prêmio da Grã-Bretanha de Fórmula 1 realizado em Brands Hatch em 18 de julho de 1976. Nona etapa da temporada, nele uma infração do regulamento vigente levou à desclassificação do britânico James Hunt e assim o austríaco Niki Lauda foi declarado vencedor após um recurso às instâncias desportivas da FIA.

## Classificação da prova
| Pos. | Nº | Piloto             | Construtor         | Voltas | Tempo/Diferença        | Grid | Pontos      |
| ---- | -- | ------------------ | ------------------ | ------ | ---------------------- | ---- | ----------- |
| DSQ  | 11 | James Hunt         | McLaren-Ford       | 76     | Desclassificado        | 2    | [ 5 ] [ 6 ] |
| 1    | 1  | Niki Lauda         | Ferrari            | 76     | 1:44:19.66             | 1    | 9           |
| 2    | 3  | Jody Scheckter     | Tyrrell-Ford       | 76     | + 16.18                | 8    | 6           |
| 3    | 28 | John Watson        | Penske-Ford        | 75     | + 1 volta              | 11   | 4           |
| 4    | 16 | Tom Pryce          | Shadow-Ford        | 75     | + 1 volta              | 20   | 3           |
| 5    | 19 | Alan Jones         | Surtees-Ford       | 75     | + 1 volta              | 19   | 2           |
| 6    | 30 | Emerson Fittipaldi | Fittipaldi-Ford    | 74     | + 2 voltas             | 21   | 1           |
| 7    | 24 | Harald Ertl        | Hesketh-Ford       | 73     | + 3 voltas             | 23   |             |
| 8    | 8  | José Carlos Pace   | Brabham-Alfa Romeo | 73     | + 3 voltas             | 16   |             |
| 9    | 17 | Jean-Pierre Jarier | Shadow-Ford        | 70     | + 6 voltas             | 24   |             |
| Ret  | 6  | Gunnar Nilsson     | Lotus-Ford         | 67     | Motor                  | 14   |             |
| Ret  | 10 | Ronnie Peterson    | March-Ford         | 60     | Sistema de combustível | 7    |             |
| Ret  | 18 | Brett Lunger       | Surtees-Ford       | 55     | Câmbio                 | 18   |             |
| Ret  | 4  | Patrick Depailler  | Tyrrell-Ford       | 47     | Motor                  | 5    |             |
| Ret  | 7  | Carlos Reutemann   | Brabham-Alfa Romeo | 46     | Pressão do óleo        | 15   |             |
| Ret  | 35 | Arturo Merzario    | March-Ford         | 39     | Motor                  | 9    |             |
| DSQ  | 2  | Clay Regazzoni     | Ferrari            | 36     | Desclassificado        | 4    |             |
| DSQ  | 26 | Jacques Laffite    | Ligier-Matra       | 31     | Desclassificado        | 13   |             |
| Ret  | 32 | Bob Evans          | Brabham-Ford       | 24     | Câmbio                 | 22   |             |
| Ret  | 9  | Vittorio Brambilla | March-Ford         | 22     | Acidente               | 10   |             |
| Ret  | 38 | Henri Pescarolo    | Surtees-Ford       | 16     | Sistema de combustível | 26   |             |
| Ret  | 22 | Chris Amon         | Ensign-Ford        | 8      | Vazamento d’água       | 6    |             |
| Ret  | 5  | Mario Andretti     | Lotus-Ford         | 4      | Ignição                | 3    |             |
| Ret  | 12 | Jochen Mass        | McLaren-Ford       | 1      | Embreagem              | 12   |             |
| Ret  | 34 | Hans-Joachim Stuck | March-Ford         | 0      | Acidente               | 17   |             |
| Ret  | 25 | Guy Edwards        | Hesketh-Ford       | 0      | Acidente               | 25   |             |
| DNQ  | 20 | Jacky Ickx         | Wolf-Williams-Ford |        |                        |      |             |
| DNQ  | 13 | Divina Galica      | Surtees-Ford       |        |                        |      |             |
| DNQ  | 40 | Mike Wilds         | Shadow-Ford        |        |                        |      |             |
| DNQ  | 33 | Lella Lombardi     | Brabham-Ford       |        |                        |      |             |

## Tabela do campeonato após a corrida
| Pos. | Piloto            | Pontos |
| ---- | ----------------- | ------ |
| 1    | Niki Lauda        | 61     |
| 2    | Jody Scheckter    | 30     |
| 3    | James Hunt        | 26     |
| 4    | Patrick Depailler | 26     |
| 5    | Clay Regazzoni    | 16     |

| Pos. | Construtor   | Pontos |
| ---- | ------------ | ------ |
| 1    | Ferrari      | 64     |
| 2    | Tyrrell-Ford | 43     |
| 3    | McLaren-Ford | 32     |
| 4    | Penske-Ford  | 10     |
| 5    | Ligier-Matra | 10     |

- Nota: Somente as primeiras cinco posições estão listadas. A temporada de 1976 foi dividida em dois blocos de oito corridas onde cada piloto descartaria um resultado. Neste ponto esclarecemos: na tabela dos construtores figurava somente o melhor colocado dentre os carros do mesmo time.